# Даниловка (Курманаєвський район)
Дани́ловка (рос. Даниловка) — село у складі Курманаєвського району Оренбурзької області, Росія.

## Населення
Населення — 23 особи (2010; 73 у 2002).
Національний склад (станом на 2002 рік):
- росіяни — 95 %